# Białynin
Białynin is een plaats in het Poolse district  Skierniewicki, woiwodschap Łódź. De plaats maakt deel uit van de gemeente Głuchów en telt 330 inwoners.